# Nowe Worowo (gromada)
Nowe Worowo – dawna gromada, czyli najmniejsza jednostka podziału terytorialnego Polskiej Rzeczypospolitej Ludowej w latach 1954–1972.
Gromady, z gromadzkimi radami narodowymi (GRN) jako organami władzy najniższego stopnia na wsi, funkcjonowały od reformy reorganizującej administrację wiejską przeprowadzonej jesienią 1954 do momentu ich zniesienia z dniem 1 stycznia 1973, tym samym wypierając organizację gminną w latach 1954–1972.
Gromadę Nowe Worowo z siedzibą GRN w Nowym Worowie utworzono – jako jedną z 8759 gromad na obszarze Polski – w powiecie szczecineckim w woj. koszalińskim na mocy uchwały nr 43/54 WRN w Koszalinie z dnia 5 października 1954. W skład jednostki weszły obszary dotychczasowych gromad Nowe Worowo, Smołdzięcino, Śmidzięcino, Lipno i Cieminko ze zniesionej gminy Kluczewo oraz obszar dotychczasowej gromady Warniłęg ze zniesionej gminy Czaplinek w tymże powiecie. Dla gromady ustalono 13 członków gromadzkiej rady narodowej.
1 stycznia 1958 z gromady Nowe Worowo wyłączono wieś Śmidzięcino, włączając ją do gromady Kluczewo w powiecie szczecineckim, po czym gromadę Nowe Worowo włączono do powiatu drawskiego w tymże województwie, gdzie włączono do niej obszar zniesionej gromady Chlebowo (oprócz wsi Cieszyno); z gromady Nowe Worowo wyłączono natomiast: a) wieś Lipno, włączając ją do nowo utworzonej gromady Połczyn-Zdrój oraz b) wsie Cieminko, Smołdzięcino i Kolonia Lipno, włączając ją do gromady Toporzyk – w powiecie świdwińskim w tymże województwie.
31 grudnia 1959, według zapisu w Dzienniku Ustaw z 27 listopada 1959, z gromady Nowe Worowo w powiecie drawskim miała być wyłączona wieś Lipno i włączona do znoszonej gromady Toporzyk w powiecie świdwińskim w tymże województwie. Zapis ten jest niejednoznaczny.
31 grudnia 1961 do gromady Nowe Worowo włączono z powrotem wsie Cieminko i Smołdzięcino z gromady Połczyn-Zdrój w powiecie świdwińskim.
1 stycznia 1972 do gromady Nowe Worowo włączono wsie Śmidzięcino i Uraz oraz PGR Bolegorzyn i część wsi Kluczewo o nazwie Lipno ze zniesionej gromady Kluczewo  w powiecie szczecineckim w tymże województwie. Tym samym Śmidzięcino powróciło do gromady Nowe Worowo po 14 latach.
Gromada przetrwała do końca 1972 roku, czyli do kolejnej reformy gminnej.
| Miejscowość  | Gmina (1954)            | Gromada (1954–1957)       | Gromada (1958–1959)                                | Gromada (1960–1961)       | Gromada (1962–1971)       | Gromada (1972)            |
| ------------ | ----------------------- | ------------------------- | -------------------------------------------------- | ------------------------- | ------------------------- | ------------------------- |
| Nowe Worowo  | Kluczewo, szczecinecki  | Nowe Worowo, szczecinecki | Nowe Worowo, drawski                               | Nowe Worowo, drawski      | Nowe Worowo, drawski      | Nowe Worowo, drawski      |
| Smołdzięcino | Kluczewo, szczecinecki  | Nowe Worowo, szczecinecki | Toporzyk, świdwiński                               | Połczyn-Zdrój, świdwiński | Nowe Worowo, drawski      | Nowe Worowo, drawski      |
| Śmidzięcino  | Kluczewo, szczecinecki  | Nowe Worowo, szczecinecki | Kluczewo, szczecinecki                             | Kluczewo, szczecinecki    | Kluczewo, szczecinecki    | Nowe Worowo, drawski      |
| Lipno        | Kluczewo, szczecinecki  | Nowe Worowo, szczecinecki | Połczyn-Zdrój, świdwiński lub Nowe Worowo, drawski | Połczyn-Zdrój, świdwiński | Połczyn-Zdrój, świdwiński | Połczyn-Zdrój, świdwiński |
| Cieminko     | Kluczewo, szczecinecki  | Nowe Worowo, szczecinecki | Toporzyk, świdwiński                               | Połczyn-Zdrój, świdwiński | Nowe Worowo, drawski      | Nowe Worowo, drawski      |
| Warniłęg     | Czaplinek, szczecinecki | Nowe Worowo, szczecinecki | Nowe Worowo, drawski                               | Nowe Worowo, drawski      | Nowe Worowo, drawski      | Nowe Worowo, drawski      |
| Chlebowo     | Ostrowice, drawski      | Chlebowo, drawski         | Nowe Worowo, drawski                               | Nowe Worowo, drawski      | Nowe Worowo, drawski      | Nowe Worowo, drawski      |
| Stare Worowo | Ostrowice, drawski      | Chlebowo, drawski         | Nowe Worowo, drawski                               | Nowe Worowo, drawski      | Nowe Worowo, drawski      | Nowe Worowo, drawski      |
| Uraz         | Kluczewo, szczecinecki  | Kluczewo, szczecinecki    | Kluczewo, szczecinecki                             | Kluczewo, szczecinecki    | Kluczewo, szczecinecki    | Nowe Worowo, drawski      |
| Bolegorzyn   | Kluczewo, szczecinecki  | Kluczewo, szczecinecki    | Kluczewo, szczecinecki                             | Kluczewo, szczecinecki    | Kluczewo, szczecinecki    | Nowe Worowo, drawski      |